# Richard Boxall
Richard Boxall (Hampton Wick, 28 april 1961) is een Engelse golfprofessional.

## Europese Tour
In 1982 werd Boxall professional en ging naar de tourschool, waar hij meteen zijn spelerskaart voor de Europese PGA Tour van 1983 bemachtigde. Daar speelde hij tot 2000. Alleen in 1998 moest hij terug naar de tourschool.
Zijn topjaar was zonder twijfel 1990. In dat jaar behaalde hij zijn enige overwinning op de Tour, het Italiaans Open, en de 17de plaats op de Order of Merit. Ook speelde hij namens Engeland in de Alfred Dunhill Cup en de World Cup. Ook in 1990 trouwde hij met Jane, ze hebben twee dochters: Georgina (1991) en Faye (1994).
Boxall is nu televisiecommentator, meestal bij Sky Sports.

## Incident
Tijdens het Brits Open op Royal Birkdale brak Boxall zijn scheen- en kuitbeen, nadat hij op de 9de hole had afgeslagen. Omstanders hoorden het bot breken. Het was tijdens de derde ronde, hij speelde met Colin Montgomerie en stond 2 slagen achter op de leider. 
Beide spelers hadden met een ijzer 1 afgeslagen, en hun ballen lagen vlak naast elkaar, op 240 yards.

Achteraf bleek dat Boxall al last van zijn enkel en been had tijdens de oefenronde.

## Record
Tijdens het Open de España in 1993 speelde Boxall twee rondes in 127 slagen. De par op de Fuerteventura Golf Club was 70.